# Pradons
Pradons é uma comuna francesa na região administrativa de Auvérnia-Ródano-Alpes, no departamento de Ardèche. Estende-se por uma área de 7,98 km². Em 2010 a comuna tinha 483 habitantes (densidade: 60,5 hab./km²).